# 王立銘
王立銘（おう りつめい、1973年 - ）は、アメリカ在住の風刺漫画家。ペンネームは「變態辣椒」（ビエンタイラージャオ、激辛唐辛子の意味）。新疆ウイグル自治区出身。
祖籍は河北省。文化大革命により上海から新疆ウイグル自治区に下放されていた両親のもとで生まれた。文化大革命終了後、上海へ戻る。
日本の化粧品や家電製品のネット販売を手掛ける傍ら、2009年から微博などのウェブサイト上で時事問題に関する風刺漫画を発表し、世間の関心を集めた。2013年10月、政治警察である国内安全保衛部（国保）に「乱闘を起こした容疑」で召喚された。2014年に香港の中国から動員された親中派によるデモを揶揄する漫画を掲載して以降、中国当局による弾圧が強まる。
2014年5月、妻とともに商用で日本を訪問していた当時、政府系メディア人民網が名指しで「變態辣椒は親日媚日の売国奴」であると批判する文章を掲載し、環球時報など複数のメディアに転載された、淘宝網のショッピングサイトの自身のページは閉鎖され、微博のアカウントも削除された。身の危険を感じた王夫妻は帰国を断念した。
在日中は埼玉大学の研究員として滞在する傍ら、新潮45やニューズウィーク日本語版でコラムを連載しており、漫画執筆活動も継続している。2017年5月にアメリカへ移住した。
上海独立を主張する上海民族党にも参加した。